# 普爾湖 (卡累利阿共和國)
63°45′30″N 35°24′48″E / 63.75833°N 35.41333°E
普爾湖（俄语：Пулозеро），是俄羅斯的湖泊，位於該國西北部，由卡累利阿共和國負責管轄，面積50平方公里，海拔高度111米，湖岸線長度61.4公里，集水區面積869平方公里，平均水深6米，最大水深15米。